# آرزوهای بزرگ سری فسقلیا (مجموعه تلویزیونی)
آرزوهای بزرگ سری فسقلی‌ها یا مهد کودک آرزوها (به انگلیسی: Total Drama Rama) یک مجموعه انیمیشن کانادایی است که توسط کوروس انترتیمنت و فرش تیوی ساخته شده است. این انیمیشن، یک اسپین‌آف از انیمیشن آرزوهای بزرگ می‌باشد؛ در اینجا، شخصیت‌ها در دوران کودکی خود در یک مهد کودک به سر می‌برند، موضوع این انیمیشن یا به اصطلاح کارتون کمدی است.
این انیمیشن برای نخستین بار در سال ۲۰۱۸، توسط تله تون در کانادا و کارتون نت ورک در ایالت متحده و کی۲ در ایتالیا پخش شده‌است.